# Gabriel García Moreno
Gabriel García Moreno (Guayaquil, 1821 – Quito, 1875) va ser un polític equatorià. President de l'Equador (1859-1865 i 1869-1875).

## Personalitat
García Moreno és una de les figures cabdals de l'Equador de finals del segle xix. Destacà pel seu conservadorisme i catolicisme i per la rivalitat amb el liberal Eloy Alfaro. Sota la seva administració, l'Equador es posà al capdavant d'Amèrica Llatina en els camps de la ciència i l'educació superior (per exemple, reformà l'ensenyament universitari i fundà el primer observatori astronòmic d'Amèrica del Sud).
Part de l'animositat que García Moreno generà era causada per la seva amistat amb els jesuïtes. Durant un període d'exili, ajudà un grup de jesuïtes desplaçats a trobar refugi a l'Equador. Aquesta acció i moltes de similars contribuïren a convertir-lo en l'enemic tradicional dels partits més progressistes i partidaris d'un estat laic. Mentre que la política de la seva època era extremadament complexa i obscura, el fet que se l'elegís per a un segon mandat indica clarament el seu atractiu popular, tant amb l'església catòlica com amb les masses. El seu suport vigorós de l'alfabetització i educació universals, basada en el model francès, fou tant controvertit com atrevit.
García Moreno fundà el Partit Conservador equatorià el 1869. Fou assassinat a ganivetades per un ciutadà colombià quan sortia de sentir missa a la catedral de Quito.

## Biografia
En la Universitat de Santo Tomás de Quito cursà, humanitats, filosofia i jurisprudència fins a rebre el títol de doctor el 1848. Desitjós de perfeccionar els seus estudis en matemàtiques i física, per les quals sentia inclinació, es va traslladar a París. De tornada a la seva pàtria i fixada la seva residència a Quito, fou nomenat catedràtic de matemàtiques i física de la Universitat, de la institució del qual fou rector el 1856 fins al següent any o començaments de 1858. Per aquell temps dedicat per complet a les ciències fou adquirint un merescut renom en tan difícil camp de coneixements, i publicant treballs que van acréixer la seva sòlida reputació, el 1857 va realitzar una exploració al volcà Pichincha, atrevida en extrem, per determinar les temperatures dels vapors del mateix, observacions que van venir a completar les que publiqués en un fullet relatives a una altra notable exploració al mateix que va dur a terme el 1844 descendint a gran profunditat pel cràter del volcà i els resultats del qual van ser acollits amb satisfacció pels homes de ciència, especialment per Humboldt, que cita aquest treball encomanant-lo notablement.

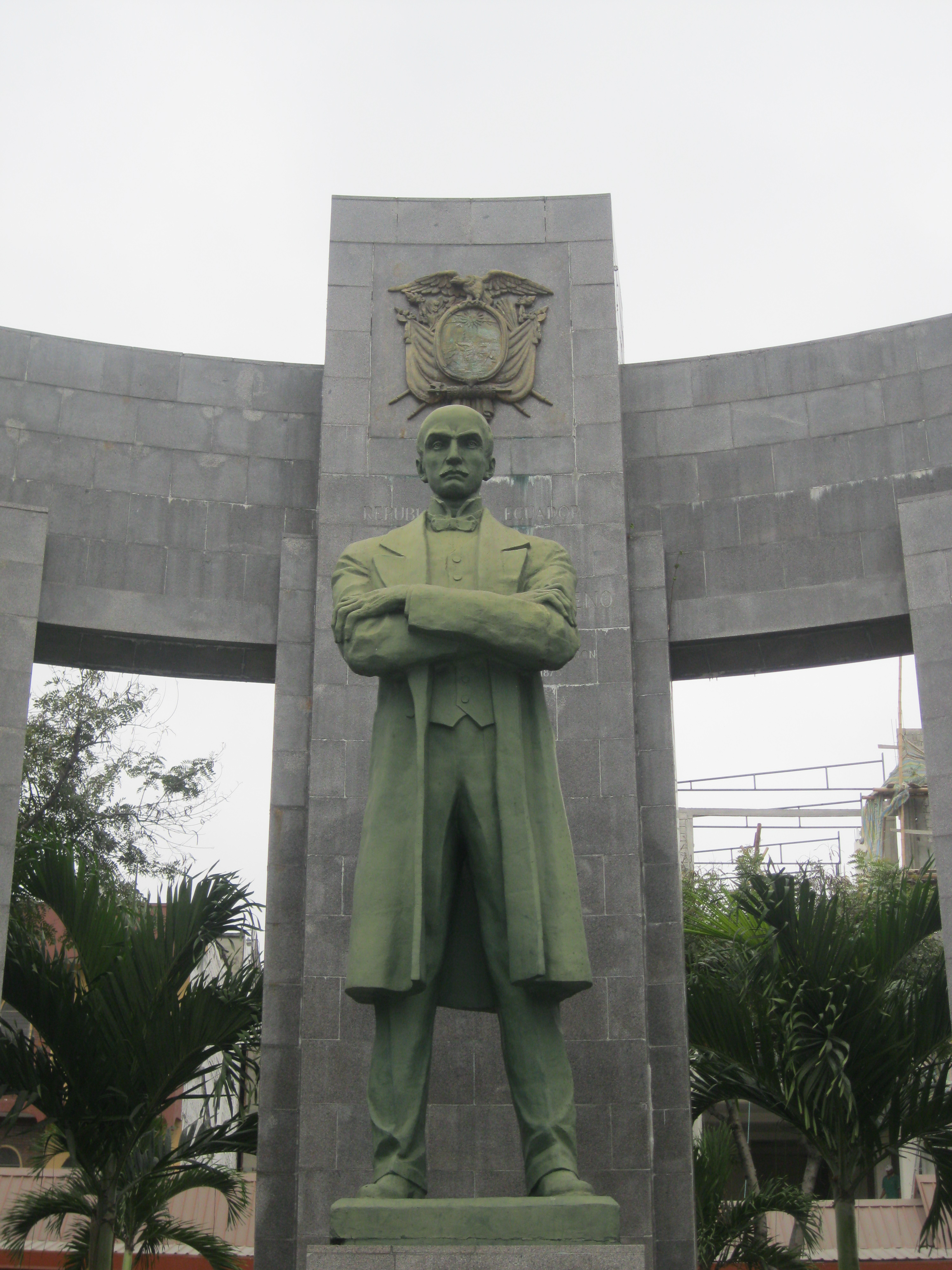
Monument a García Moreno al centre de la ciutat de Quito

També per aquesta època va publicar la seva Defensa de los jesuitas. Des de llavors començà a figurar en la política. El 1847 en descobrir-se una revolució que havia d'esclatar a Guayquil, hi fou manat García Moreno amb el caràcter de governador accidental; el 1858; allunyat per causa polítiques de la seva pàtria, va tornar a ella en un dels vaixells que va enviar el Perú per a la seva intervenció armada, sent aquest procedir considerat pels seus adversaris com una imperdonable manca de patriotisme, que li va valer ser proclamat cap suprem de Quito. Oberta la campanya contra el govern de Guayaquil, que proclamava el general Franco, va ser assaltada i presa la plaça per les forces de Flores i Garciá Moreno el 24 de setembre de 1860, quedant triomfant l'últim i triat a la Convenció Nacional de 1861 president de la República que va governar de 1861 al 1865.çç
Duran la seva administració mostrà el seu caràcter enèrgic. Els seus enemics deien que la seva manera de procedir era violenta, i que el seu extraordinari esperit de domini el feia en moltes ocasions prescindir de la llei per a realitzar la seva voluntat, convertint el seu govern en una autocràcia. Acabat aquest i elevat Jerónimo Carrión a la primera magistratura, passà a Xile com a ministre plenipotenciari davant el govern d'aquell República. Al renunciar Carrión a la presidència, fou elegit Javier Espinosa y Espinosa, i quan l'administració d'aquest es preparava per a substituir-lo en cessar en el seu càrrec, el doctor Francisco Aguirre Abad, va promoure García Moreno una revolució destituint Espinosa i elevant-se al poder per segona vegada.
Una vegada aposentat, va expedir una llei, segons la qual es fixava en sis anys el període presidencial i es reconeixia la reelecció, amb la que ell projectava assegurar-se el poder per a tota la seva vida. Durant la segona administració continuà imperant aquell sistema de rigor, per la que assegurà la pau, i la Hisenda pública va trobar en ell un dels seus millors administradors, doncs la seva probitat extremada obligava als seus a manejar amb la major honradesa els fons públics. Així mateix se li deuen notables millores; fou l'iniciador del ferrocarril i a la seva iniciativa i esforç es deuen la Penitenciaria i la Casa de les Arts i Oficis de Quito, l'Observatori astronòmic, el Conservatori, ponts, camins, edificis per escoles i col·legis; la carretera, obertura i canalització de rius i altres obres públiques importants.
Es proposà fundar una República genuïnament cristiana, basant el seu règim en els principis evangèlics, sense tolerància ni ambigüitats. Consagrà la nació al Sagrat Cor de Jesús, solemnement i no deixà de preveure que seria víctima de la seva entrega. Abans de què el 1875 es reunissin les Cambres legislatives i temen-se amb fonament que García Moreno seria reelegit, les sectes maçòniques organitzaren una conspiració, que donà per resultat l'assassinat d'aquest pel capità Faustino Rayo, el qual pagà aquest crim amb la seva vida.
En la seva conducta, jutjada molt diversament, s'evidencien, enfront la severitat i en molts casos duresa del seu mandat, la bona administració amb que va governar la República, i les seves altes condicions d'home de clara intel·ligència, de valor reconegut i erudit.
La memòria dels actes del seu govern representa per a les extremes esquerres, una sèrie de tiranies insuportables, i per les dretes una era d'esforços regeneradors en pro de l'ordre, el dret i els ideals religiosos. Coneixia diverses llengües i era, a més, poeta, astrònom i u distingit matemàtic. Els seus Escritos i Discursos foren publicats per la "Sociedad Catòlica de Quito" en dos volums (Quito 1887/88).